# 남송 공제
송 공제(宋 恭帝, 1271년 11월 2일(음력 9월 28일) ~ 1323년 5월 31일(음력 4월 26일))은 남송의 제7대 황제(재위 : 1274년 ~ 1276년)이다. 휘는 현(㬎)이다. 재위 때 받은 존호는 효공의성황제(孝恭懿聖皇帝)이다. 일반적으로 줄여서 공제(恭帝)라고 불린다. 재위 시 절일은 천서절(天瑞節)이다. 즉위 전의 작호는 가국공(嘉國公)었으며 아버지 도종의 붕어 후 즉위했다. 1276년 1월 원나라에 투항하였다.

## 생애
함순(咸淳) 9년(1273년), 가국공(嘉國公)에 봉해졌다.
함순 10년(1274년), 도종(度宗)이 붕어하자 즉위했는데 나이가 4살로 너무 어렸기 때문에 사태후(謝太后)가 임조(臨朝)하여 정치에 참여했다.
덕우(德祐) 원년(1275년), 원나라 장수 바얀(伯顔)이 본격적으로 남송을 침공했다. 가사도(賈似道)의 군대가 무호(蕪湖)에서 궤멸 당해 강변에 있는 고을의 군수(郡守)와 신하들이 달아나거나 항복하자 가사도의 집안을 적몰(籍沒)했다. 문천상(文天祥)을 우승상(右丞相)으로 삼고 여러 차례 원나라에 사신을 보내 화의를 요청했지만 거부 당했다. 바얀이 장강 이북 땅을 거의 모두 점령했다.
덕우 2년(1276년), 1월에 원나라에 항복하였다. 3월에 바얀이 장강을 건너 수도 임안(臨安)을 함락했다. 남송의 황족들을 비롯해 포로로 북쪽에 끌려 간뒤 영국공(瀛國公)으로 강등되었고, 그 후에 출가하여 승려가 되었다. 쿠빌라이 카안의 황후 차브이 카툰의 배려로, 대도에 체류하며 형식적이나마 황족의 예우를 받았다.
당시 장세걸(張世傑), 육수부 등 일부 군인과 관료는 공종의 서형인 익왕(益王) 하(昰)를 단종(端宗)으로 옹립하고 남쪽으로 후퇴해 항전을 계속하였다. 
1323년 5월 몽골을 증오하는 시를 읊었다는 이유로 영종 시데발라 황제로부터 자진을 명받고 처형되었다. 일설에는 한족이 송 공제를 추대하려는 것에 대한 두려움 때문이었다고도 한다.

## 재상
| 순서 | 이름            | 재임기간        | 칭호                            | 자(字)      | 봉호            | 시호 |
| ---- | --------------- | --------------- | ------------------------------- | ----------- | --------------- | ---- |
| 1    | 가사도 (賈似道) | 1274년 ~ 1275년 | 평장군국중사(平章軍國重事)      | 사헌 (師憲) | -               | -    |
| 2    | 왕약 (王爚)     | 1274년 ~ 1275년 | 좌승상(左丞相)                  | 중잠 (仲潛) | -               | -    |
| 3    | 장감 (章鑑)     | 1274년 ~ 1275년 | 우승상(右丞相)                  | 공병 (公秉) | -               | -    |
| 4    | 진의중 (陳宜中) | 1275년          | 우승상(右丞相) ↓ 좌승상(左丞相) | 여권 (與權) | -               | -    |
| 5    | 유몽염 (留夢炎) | 1275년          | 우승상(右丞相) ↓ 좌승상(左丞相) | 한보 (漢輔) | -               | -    |
| 6    | 진의중 (陳宜中) | 1275년 ~ 1276년 | 우승상(右丞相) ↓ 좌승상(左丞相) | 여권 (與權) | -               | -    |
| 7    | 오견 (吳堅)     | 1276년          | 좌승상(左丞相)                  | 언개 (彦愷) | -               | -    |
| 8    | 문천상 (文天祥) | 1276년          | 우승상(右丞相)                  | 송서 (宋瑞) | 신국공 (信國公) | -    |

## 가족 관계

### 조부모와 부모
- 조부 : 영왕(榮王) 조여예(趙與芮)
- 조모 : 제국부인(齊國夫人) 황씨(黄氏)
- 부친 : 도종(度宗) 경효황제(景孝皇帝) 조기(趙禥)
- 모친 : 황후(皇后) 전씨(全氏)

### 후비
- 원나라 공주 이름미상, 쿠빌라이 칸의 서녀

### 황자
- 조완보(趙完普)

## 기년
| 공제        | 원년            | 2년        |
| ----------- | --------------- | ---------- |
| 서력 (西曆) | 1275년          | 1276년     |
| 간지 (干支) | 을해(乙亥)      | 병자(丙子) |
| 연호 (年號) | 덕우(德祐) 원년 | 2년        |

| 전임 남송 도종 | 제16대 중국 송 황제 1274년 ~ 1276년 | 후임 남송 단종 |

| 전임 남송 도종 | 제7대 중국 남송 황제 1274년 - 1276년 | 후임 남송 단종 |

## 같이 보기
- 송나라의 황제
- 송나라의 경제